# Carl-Gustaf Rossby-medaljen
Carl-Gustaf Rossby-medaljen (Carl-Gustaf Rossby Research Medal) är det amerikanska meteorologsamfundets (American Meteorological Society) högsta och finaste utmärkelse för framstående forskare inom meteorologi, oceanografi och klimatologi. Priset har delats ut årligen sedan 1951 till enskilda forskare med undantag for 1952 då priset inte delades ut alls och 1960 då det delades av två personer. 
Prisets namn var från början Award for Extraordinary Scientific Achievement men 1958 bytte det namn till The Carl-Gustaf Rossby Award for Extraordinary Scientific Achievement till minne av den 1957 avlidne svenske meteorologen Carl-Gustaf Rossby som själv tilldelades utmärkelsen 1953. Sedan 1963 har priset haft sitt nuvarande namn Carl-Gustaf Rossby Research Medal. 

## Beskrivning
AMS beskrivning av priset lyder:
| ” | The Carl-Gustaf Rossby Research Medal is presented to individuals on the basis of outstanding contributions to the understanding of the structure or behavior of the atmosphere. It represents the highest honor that the Society can bestow upon an atmospheric scientist. The award is in the form of a medallion. Nominations are considered by the Atmospheric Research Awards Committee, which makes recommendations for final approval by AMS Council. | „ |

## Mottagare
- 1951 Hurd Curtis Willett
- 1953 Carl-Gustaf Rossby
- 1955 Jerome Namias
- 1956 John von Neumann
- 1960 Jacob Bjerknes och Erik Palmén
- 1961 Victor P. Starr
- 1962 Bernhard Haurwitz
- 1963 Harry Wexler, postumt
- 1964 Jule Charney
- 1965 Arnt Eliassen
- 1966 Zdenek Sekera
- 1967 Dave Fultz
- 1968 Verner E. Suomi
- 1969 Edward N. Lorenz
- 1970 Hsiao-Lan Kuo
- 1971 Norman A. Phillips
- 1972 Joseph Smagorinsky
- 1973 Christian E. Junge
- 1974 Heinz H. Lettau
- 1975 Charles H.B. Priestley
- 1976 Hans A. Panofsky
- 1977 Akio Arakawa
- 1978 James W. Deardorff
- 1979 Herbert Riehl
- 1980 Sean A. Twomey
- 1981 Roscoe R. Braham
- 1982 Cecil E. Leith
- 1983 Joanne Simpson
- 1984 Bert Bolin
- 1985 Tiruvalam N. Krishnamurti
- 1986 Douglas K. Lilly
- 1987 Michael E. McIntyre
- 1988 Brian Hoskins
- 1989 Richard Reed
- 1990 Yale Mintz
- 1991 Kikuro Miyakoda
- 1992 Syukuro Manabe
- 1993 John M. Wallace
- 1994 Jerry D. Mahlman
- 1995 Chester W. Newton
- 1996 David Atlas
- 1997 Robert E. Dickinson
- 1998 Barry Saltzman
- 1999 Taroh Matsuno
- 2000 Susan Solomon
- 2001 James R. Holton
- 2002 V. Ramanathan
- 2003 Keith A. Browning
- 2004 Peter J. Webster
- 2005 Jagadish Shukla
- 2006 Robert A. Houze
- 2007 Kerry Emanuel
- 2008 Isaac M. Held
- 2009 James Hansen
- 2010 Timothy N. Palmer
- 2011: Joseph B. Klemp
- 2012: John C. Wyngaard
- 2013: Dennis L. Hartmann
- 2014: Owen Brian Toon
- 2015: Wang Bin
- 2016: Edward J. Zipser
- 2017: Richard Rotunno
- 2018: Kuo-Nan Liou
- 2019: Inez Y. Fung
- 2020: Julia M. Slingo